# Thagria kronestedti
Thagria kronestedti är en insektsart som beskrevs av Nielson 1977. Thagria kronestedti ingår i släktet Thagria och familjen dvärgstritar. Inga underarter finns listade i Catalogue of Life.